# Шендеровський Василь Андрійович
Василь Андрійович Шендеровський (22 серпня 1942, Заставна, Буковина) — український фізик, історик науки, доктор фізико-математичних наук, професор.

## Життєпис
Народився 1942 року в містечку Заставні на Буковині. Закінчив із відзнакою фізико-математичний факультет Чернівецького університету. Після проходження служби в Радянській армії влаштувався інженером, а згодом науковим співробітником Інституту фізики АН УРСР. У 1970 р. закінчив аспірантуру в Інституті фізики АН України за спеціальністю «Теоретична фізика». З 1972 р. — кандидат фізико-математичних наук, з 1984 р. — доктор фізико-математичних наук, а з 1993 р. — професор. Виховав 8 кандидатів наук. Провідний науковий співробітник Інституту фізики НАН України. Віце-президент Українського фізичного товариства. Член трьох спеціалізованих учених рад із захисту кандидатських і докторських дисертацій.

## Наукова діяльність
Автор і співавтор понад 500 наукових, науково-популярних і публіцистичних праць. Співавтор трьох фундаментальних монографій з фізики напівпровідників:
- Вузькозонні напівпровідники. Вирощування та фізичні властивості. — К.: Наукова думка, 1984.
- Процеси переносу в телурі. — К.: Наукова думка, 1987.
- Варіаційний метод в кінетичній теорії. — К.: Наукова думка, 1992.

Видав у співавторстві словники:
- Українсько-англійсько-німецько-російський словник фізичної лексики (спільно з В. Козирським). — К.: Рада, 1996.
- Українсько-англійсько-російський словник з радіаційної безпеки (спільно з В. Козирським та С. Шаховцовою). — К.: Рада, 1998.
- Українсько-ангглійсько-російський тлумачний словник з радіології та радіологічного захисту (спільно з В. Козирським та Ю. Бездробним). — К.: Поліграфічна дільниця Інституту теоретичної фізики ім. М. Боголюбова НАН України, 1997.

## Громадська діяльність
Широкій громадськості відомий насамперед як автор тритомника нарисів про видатних учених з українським корінням, які зробили значний внесок у розвиток світової науки, «Нехай не гасне світ науки».
Упорядник і редактор 4-х томної праці про видатного українського вченого Івана Пулюя: «Іван Пулюй. Збірник праць» (т.1, 2. К.: Рада. 1996; т.3 К.: Рада, 1997). «Іван Пулюй — Пантелеймон Куліш. Подвижники нації» (К.: Рада, 1997).
З його ініціативи вперше в Україні перевидано Біблію в перекладі Пантелеймона Куліша, Івана Пулюя та Івана Нечуя-Левицького. За редакцією Василя Шендеровського вперше перевидано українською мовою німецькомовну монографію видатного вченого-фізика Олександра Смакули «Монокристали» (2000), видано збірку творів Ганни Барвінок та матеріалів про неї (2001; це була перша книжкова публікація оповідань письменниці після 1927 року).
Започаткував авторську програму «Нехай не гасне світ науки» і п'ять років вів її разом з журналісткою Еммою Бабчук на першому каналі Українського національного радіо. Вийшло 125 передач про видатних українських учених, які з різних причин були маловідомими або замовчуваними.
Автор сценаріїв до науково-популярних фільмів:
- «Іван Пулюй. Повернення», який отримав першу премію на Міжнародному конкурсі «Нашого цвіту — по всьому світу» у 2001 р.;
- «120 років Чернівецькому університету»;
- «Олександр Смакула».

Василь Шендеровський — ініціатор, організатор і виконавчий директор Міжнародного енциклопедичного бюро з фізики, діяльність якого скеровано на створення українською мовою «Енциклопедії фізики», словників, посібників з фізики та історії науки.
Член Буковинського земляцтва в м. Києві.

## Нагороди
Лауреат премій Фонду Тараса Шевченка та імені Івана Огієнка. Нагороджений подякою голови Київської міської державної адміністрації (2001) та нагрудним знаком «Знак Пошани» (2002).

## Відгуки
- «Ми розкинули по світу своїх геніїв і тільки тепер їх збираємо, дякуючи таким сподвижникам як Шендеровський.» (Борис Олійник);
- «Важким буде оберемок, коли у нього зібрати всі книжки Василя. 100 душ, котрих звільнив від тліну забуття, піднімають тепер Україну та нас, українців. А це вже подвиг.» (Микола Шудря);

«Василя послано на білий світ із місією залишити про свій час і знаних людей писемний знак. Велику цінність мають його книги для церкви, для молоді.» (Богдан (Дзюрах)).